# پاروخ

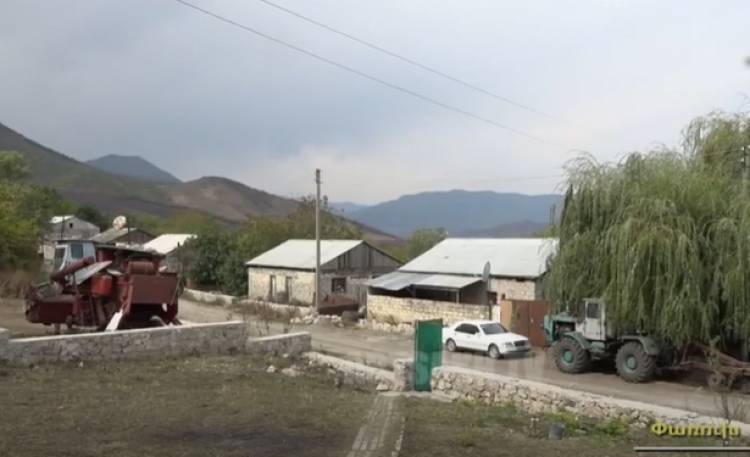
پاروخ

پاروخ (ارمنی: Փարուխ) یک منطقهٔ مسکونی در جمهوری آرتساخ است که در استان آسکران واقع شده‌است.